# Palaeoncopus
Genre
Palaeoncopus est un genre d'opilions laniatores de la famille des Sandokanidae.

## Distribution
Les espèces de ce genre sont endémiques de Sumatra en Indonésie.

## Liste des espèces
Selon World Catalogue of Opiliones (13/10/2021) :
- Palaeoncopus gunung Martens & Schwendinger, 1998
- Palaeoncopus katik Martens & Schwendinger, 1998
- Palaeoncopus kerdil Martens & Schwendinger, 1998

## Publication originale
- Martens & Schwendinger, 1998 : « A taxonomic revision of the family Oncopodidae I. New genera and new species of Gnomulus Thorell (Opiliones, Laniatores). » Revue Suisse de Zoologie, vol. 105, no 3, p. 499–555 (texte intégral).